# Horten H IX
Die gegen Ende des Zweiten Weltkriegs gebaute Nurflügel-Konstruktion Horten H IX war die konsequente Weiterführung des Nurflügelkonzeptes der Brüder Horten in das Jet-Zeitalter. H IX war die Bezeichnung der ersten beiden Prototypen. Das Reichsluftfahrtministerium (RLM) vergab für die Serienproduktion die Nummer 8-229, wobei die 8 eine Codenummer für Flugzeuge im Allgemeinen war.
Teilweise wird auch die Bezeichnung Gotha Go 229 – nach der vorgesehenen Produktionsfirma Gothaer Waggonfabrik – verwendet. In der Praxis war jedoch im Allgemeinen die Produktionsfirma für den Namen unerheblich. Da die Brüder Horten keine Angestellten der Gothaer Waggonfabrik waren und zudem offiziell eine eigene Flugzeugfirma – wenn auch ohne nennenswerte Produktionskapazitäten – unterhielten, ist der Name Horten Ho 229 wahrscheinlicher. Diese Bezeichnung wurde auch in den Wochenberichten der Erprobungsstelle Rechlin verwendet.

## Geschichte

### Entwicklung

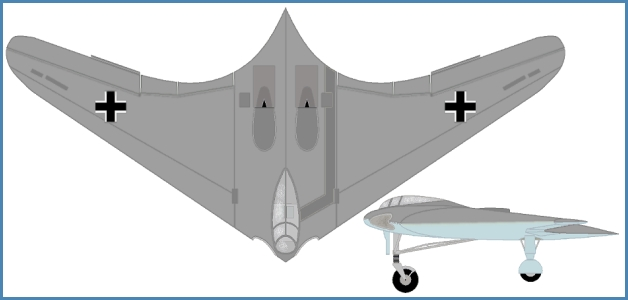
Horten IX V2, 1944

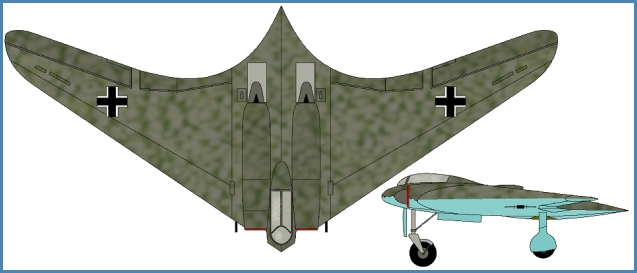
H IX V3, 1945

Bis heute ist nicht völlig klar, wie die Gebrüder Horten ihre Entwicklungen innerhalb des Gefüges des Dritten Reiches weiterführen konnten. Walter Horten saß im Stab des Generals der Jagdflieger Adolf Galland. Insofern hatte er Kenntnis über die meisten Entwicklungen in diesem Bereich. Durch seine Zusammenarbeit mit Wolfgang Späte wusste er, dass die Messerschmitt Me 163 die in sie gesetzten Erwartungen voraussichtlich nicht erfüllen konnte. So wurde die H IX als zweistrahliger Jäger als Alternative zur Me 262 konzipiert. Die Entwicklung erfolgte „halboffiziell“ mit Unterstützung einiger Stellen im RLM, aber ohne einen größeren offiziellen Auftrag. Die Entwicklung verlief ohne viel staatliche Unterstützung innerhalb des eigens dafür in einer Autobahnmeisterei bei Göttingen geschaffenen „Sonderkommandos IX“. Die Konstruktionsarbeit leistete fast ausschließlich Reimar Horten, da sein Bruder in Berlin unabkömmlich war.
Der erste Prototyp H IX V1 war ein unmotorisiertes Segelflugzeug, das von Heinz Scheidhauer am 1. März 1944 erstmals geflogen wurde. Scheidhauer hatte große Erfahrung mit den Nurflügelkonstruktionen von Horten und bescheinigte dem Flugzeug ein sehr gutes Flugverhalten. Der Gleiter hatte ein nicht einziehbares Dreibeinfahrwerk, wobei die Hauptfahrwerksbeine mit aerodynamischen Verkleidungen versehen waren.
Am 21. September 1944 wurde das Horten-Projekt verspätet in das sog. Jägernotprogramm aufgenommen. Der zweite Prototyp sollte mit Strahltriebwerken ausgerüstet werden. Geplant waren zunächst die BMW-003-Triebwerke. Da die Entwicklung bei BMW aber nicht in gewünschtem Maße voranschritt, musste auf Junkers-Jumo-004-Triebwerke ausgewichen werden. Dieses Triebwerk war jedoch vor allem im Durchmesser größer als das Aggregat von BMW; daher musste das Flügelmittelstück aufwändig umgebaut werden. Durch die Aufdickung des Flügelmittelteils sank die rechnerische Höchstgeschwindigkeit. Das Ergebnis war dennoch ein noch heute futuristisch anmutendes Strahlflugzeug, das vermutlich schon am 18. Dezember 1944 in Oranienburg mit Erwin Ziller einen kurzen ungeplanten und am 2. Februar 1945 dann den offiziellen Erstflug absolvierte. Auch dabei wurden dem Flugzeug gute Flugeigenschaften bescheinigt. Ziller hatte vorher einige wenige Starts mit der Me 262 absolviert, um sich mit der Handhabung der Strahltriebwerke vertraut zu machen.
Beim dritten – bzw. mit dem Probeflug vom 18. Dezember 1944 vierten – Versuchsflug kam es am 18. Februar 1945 nach etwa 45 Minuten Flugzeit beim Landeanflug jedoch zu einem Unfall. Vermutlich wurde er durch den Ausfall des rechten Triebwerkes ausgelöst, das zugleich die Hydraulikpumpe antrieb und bereits vor dem Start Probleme bereitet hatte. Erwin Ziller versuchte anscheinend noch, mittels Sturzflugsequenzen das Triebwerk durch Fahrtwind wieder in Gang zu bringen, und fuhr bereits in 400 Metern Höhe mit Hilfe der Pressluftreserve das Fahrwerk aus. Er konnte das Flugzeug aber nicht mehr unter Kontrolle bringen und stürzte vor einem Bahndamm ab. Beim Aufprall wurde er aus dem Flugzeug gegen einen Baum im Garten eines Schrankenwärterhäuschens geschleudert und starb durch einen Genickbruch. Obwohl das Flugzeug mit einem Schleudersitz ausgestattet war, hatte der Pilot ihn offenbar nicht mehr betätigt. Die eintreffenden Beobachter sahen die aus dem Rumpf nach vorn herausgeschleuderten Triebwerke am Bahndamm liegen, von denen das linke noch auslief und warm war, während das rechte Triebwerk bereits erkaltet war. Dennoch erteilte das RLM einen Fertigungsauftrag über 40 Flugzeuge an die Firma Gothaer Waggonfabrik.
Während der motorisierten Flugversuche war keiner der Horten-Brüder anwesend. Die Front stand relativ nahe beim Flugplatz Oranienburg, auf dem die Versuche stattfanden. Das „Sonderkommando IX“ wurde bald aufgelöst, und Reimar Horten arbeitete bereits an der Horten H XVIII, einem sechsstrahligen Langstrecken-Nurflügel-Bomber, mit dem Angriffe auf die Vereinigten Staaten geflogen werden sollten. Die Verwirklichung eines solchen Projektes war zu diesem Zeitpunkt allerdings völlig illusorisch. Bei der erhaltenen V3 waren die Lufteinlässe vor die Flügelvorderkante verlegt worden und hatten kreisförmige Einlasslippen.

### Übergabe des Projektes an die Gothaer Waggonfabrik
Während das „Sonderkommando IX“ aufgelöst wurde, waren in Friedrichroda bereits weitere Prototypen unter der Leitung der Gothaer Waggonfabrik im Bau. Die Konstrukteure der Gothaer Waggonfabrik nahmen einige konstruktive Veränderungen vor, insbesondere einige Vereinfachungen im Hinblick auf die geplante Serienproduktion. Zunächst wurden V3 bis V5 in Auftrag gegeben. Die Serienproduktion wurde mit BMW-003-Triebwerken geplant, mangels Verfügbarkeit mussten V3 bis V5 jedoch noch mit Jumo-004-Triebwerken ausgerüstet werden, obwohl die Erprobungsstelle Rechlin dies als „wartungstechnisch und flugsicherheitsmäßig nicht zu verantworten“ bezeichnete. Bei der Gothaer Waggonfabrik wurde ein verändertes Mittelstück geplant, das einen breiteren Führersitz und einen größeren Triebwerksabstand haben sollte. Durch den größeren Triebwerksabstand hätten die Munitionskästen jedoch aus dem Mittelstück in die Außenflügel verlegt werden müssen, was auf Kosten der Treibstoffkapazität und damit der Reichweite gegangen wäre. V6 bis V8 wurden mit diesem geänderten Rumpf als Aufklärer geplant. Noch Ende März 1945 wollte sich die „Technische Luftrüstung“ mangels ausreichender Erprobung auf keinen konkreten Verwendungszweck festlegen. Es wurden aber noch zehn weitere Versuchsmuster V6 bis V15 in Auftrag gegeben. In Ilmenau wurde währenddessen außerdem eine Attrappe in der Auslegung der vorgesehenen V6 gebaut. Sie sollte als Muster für die Serienproduktion dienen und wurde daher laufend mit den während der Konstruktion durchgeführten Änderungen versehen.
Am 14. April 1945 erreichten US-Truppen die Fertigungsstätte in Friedrichroda und erbeuteten neben Konstruktionsunterlagen die fast fertiggestellte V3.

### Der Konflikt zwischen Horten und Gotha
Die H IX sollte zunächst primär als Jagdflugzeug eingesetzt werden. Göring hatte bereits den Einsatz bei der 1./JG 400 auf dem Flugplatz Brandis vorgesehen – dort waren zu diesem Zeitpunkt Me-163-Raketenflugzeuge stationiert. Bei der Gothaer Waggonfabrik zweifelte man an der Eignung dieses Flugzeuges als Jagdflugzeug; man sah es eher in der Rolle eines Bombers, da man annahm, die Horten könne mangels konventionellen Leitwerks gegnerische Bomber nicht präzise genug anvisieren. Die Horten-Brüder setzten anstelle eines konventionellen Seitenleitwerks Luftbremsen nahe der Flügelenden ein. Bei Gotha versuchte man sich zudem mit der Gotha P.60 an einem Gegenentwurf.
Die Weiterentwicklung bei Horten und Gotha verlief weitgehend unabhängig voneinander, was rückblickend zu Verwirrungen führt. So sollte die von Gotha geplante V6 (wie oben erwähnt) ein verbreitertes Cockpit erhalten und V6 bis V8 sollten als Aufklärer ausgerüstet werden. Die Brüder Horten entwickelten, offenbar in Unkenntnis der Planungen bei Gotha, eine zweisitzige Variante mit der Bezeichnung H IXb, die ebenfalls als V6 bezeichnet wurde, sowie einen zweisitzigen Nachtjäger mit der Bezeichnung V7. Versuche für diese Konstruktion wurden mit einer der verbliebenen H II gemacht.

## Konstruktion

Dreiseitenansicht der H IX V1

Das Flügelmittelstück bestand im Wesentlichen aus einem mit Sperrholz beplankten Stahlrohrgerüst; die Tragflächen wurden vorwiegend aus Sperrholz gefertigt. Reimar Horten plante ursprünglich eine kraftstoffresistente Verleimung und Imprägnierung, um die Hohlräume als Tank nutzen zu können und somit das Treibstoffvolumen zu maximieren. Am Mittelflügel befanden sich unterteilte Landeklappen, am Außenflügel Elevons. Ausfahrbare zweiteilige Störklappen nahe der Flügelenden fungierten (einseitig betätigt) als Seitenruder. Bei hohen Geschwindigkeiten sollten nur die kleineren Bremsklappen zur Steuerung dienen, bei niedrigen Geschwindigkeiten oder bei Ausfall eines Triebwerkes wurden beide Klappen gekoppelt verwendet. Durch die wegen des Triebwerkswechsels erforderliche Aufdickung des Mittelflügels sank die errechnete Maximalgeschwindigkeit unter 1000 km/h. Das Flugzeug sollte ursprünglich mit einem federbetätigten Schleudersitz ausgerüstet werden. Da er jedoch von der Erprobungsstelle Rechlin als unzureichend beurteilt wurde, sollte schließlich ein mit einer Sprengkartusche betätigter Katapultsitz zum Einsatz kommen. Da keine Druckkabine vorhanden war, entwickelte die Firma Dräger für Flüge in großen Höhen einen ersten Druckanzug für den Piloten, der mit seinem Helm wie ein Vorläufer heutiger Raumanzüge anmutete, sich aber in der vorgesehenen Ausführung als unpraktisch erwies. Die Komponenten des Fahrwerks wurden soweit möglich von Flugzeugen übernommen, welche in den Zerlegebetrieben der Luftwaffe anfielen (Bf 109/Me 210/He 177).
Der ursprüngliche Ansatz, auf den Rumpf zu verzichten, wurde bereits 1910 von Hugo Junkers patentiert. Seinen Überlegungen zufolge sorgten nur die Flügel für den notwendigen Auftrieb in der Luft, während der Rumpf und das Seitenruder gewissermaßen „Ballast“ waren. Gelänge es, diese Teile zu reduzieren und ein Flugzeug zu bauen, das nur aus den Flügeln bestand, sollte es überlegene Flugeigenschaften besitzen. In der Praxis konnten Junkers' Überlegungen nicht umgesetzt werden. Ein Flugzeug war ohne Leitwerk und Rumpf kaum zu kontrollieren, was, wenn es zu einem Strömungsabriss an den Flügeln käme, zum Absturz führen könnte.

## Verbleib

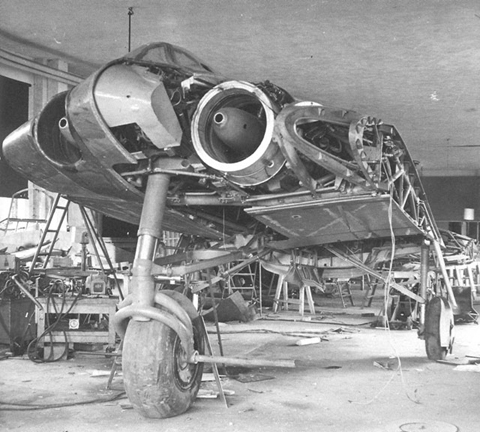
Rumpf H IX V3 in Friedrichroda, April 1945

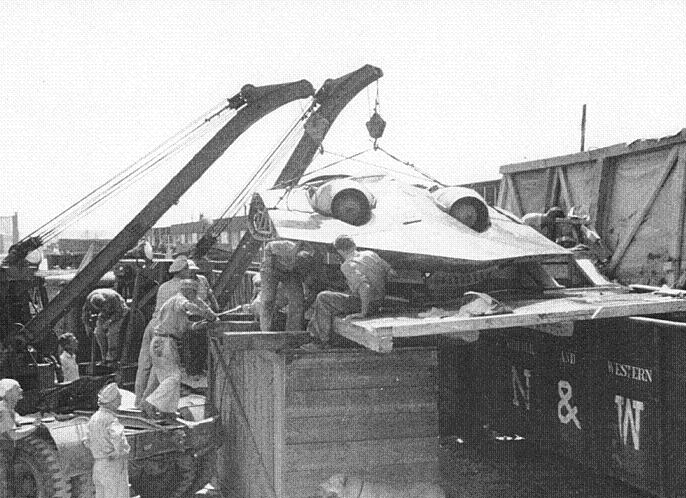
Verladung des Rumpfes der H IX V3 zum Transport in die Vereinigten Staaten, August 1945

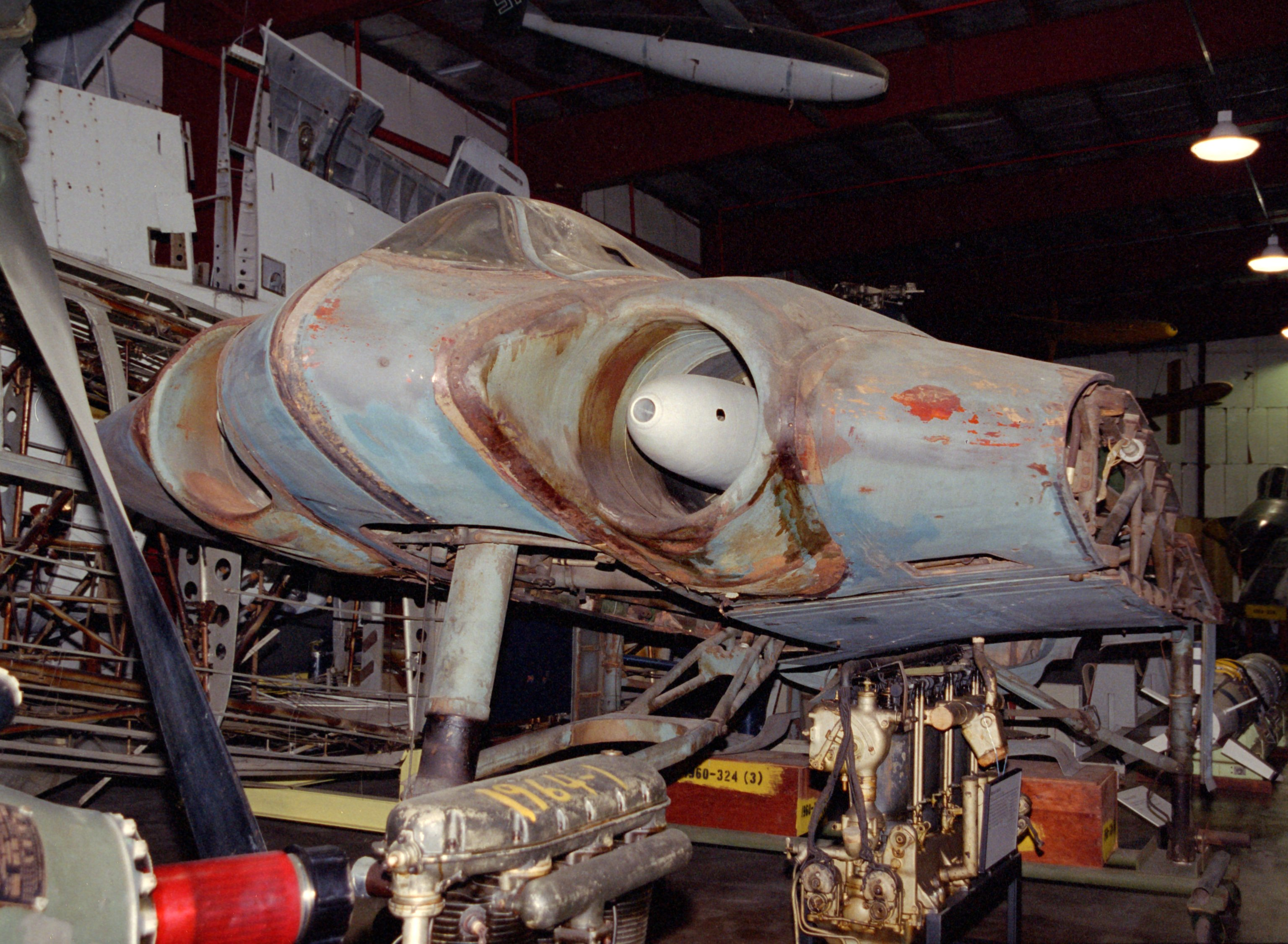
Rumpf der H IX V3 in der Smithsonian Institution Garber Restoration Facility, 2000

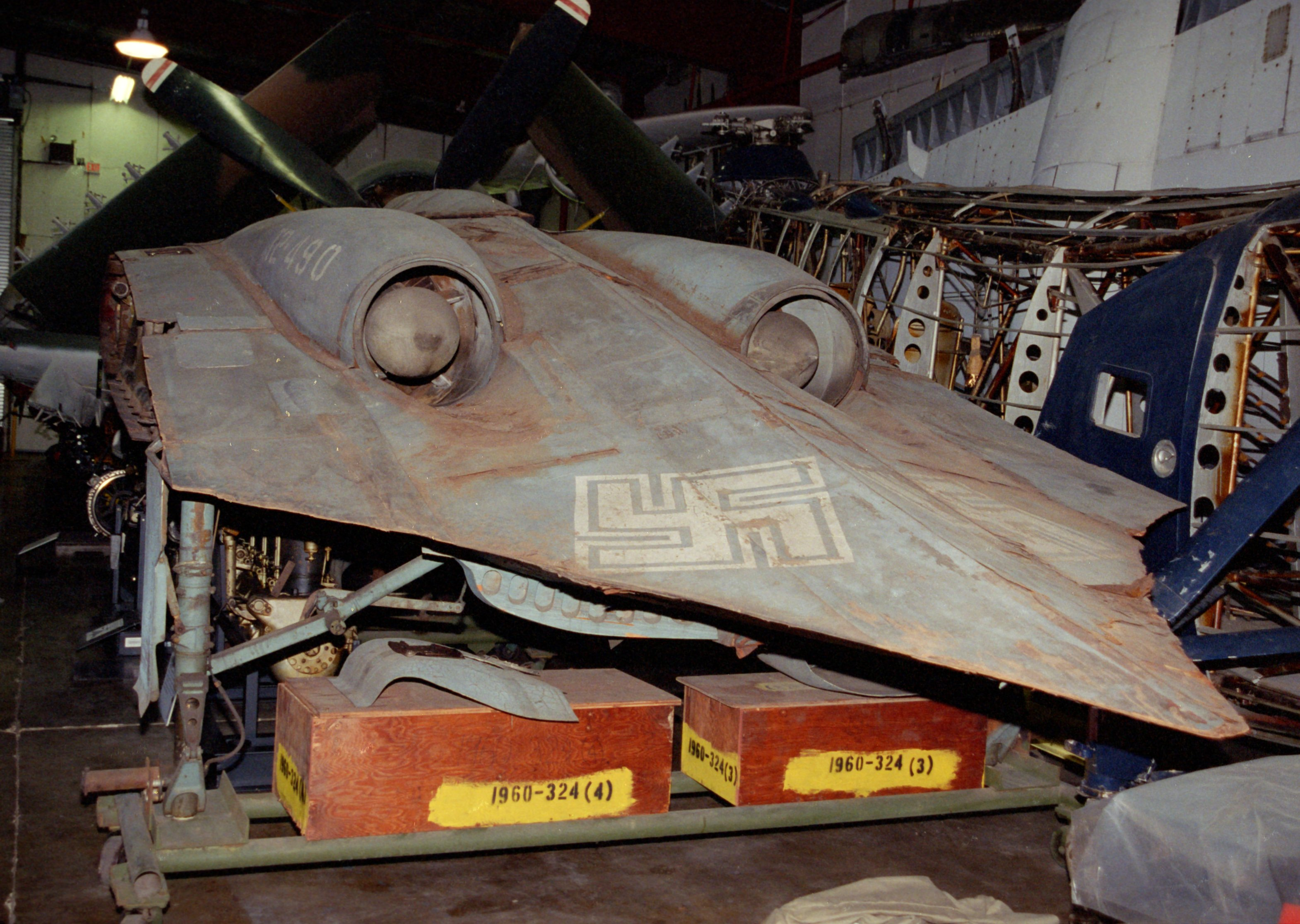
Rückseite der H IX V3

Die V1 wurde nach der Untersuchung durch die US-Amerikaner schwer beschädigt zurückgelassen und schließlich wohl verbrannt.
Eine H IX gelangte ins Vereinigte Königreich, um in Farnborough untersucht zu werden. Es ist nicht geklärt, um welche Maschine es sich dabei handelte. Da Eric Brown, der zahlreiche erbeutete deutsche Flugzeuge für Großbritannien untersuchte, angab, die Maschine habe ausgesehen, als wäre sie abgestürzt, handelte es sich vermutlich um die Reste der V2 aus Oranienburg.
Der fast fertiggestellte Rumpf der V3 wurde von den US-Amerikanern in Friedrichroda erbeutet. Die ebenfalls noch unfertigen Tragflächen wurden in Sonneberg konfisziert und vermutlich in den USA fertiggestellt. Es war ursprünglich vorgesehen, auf Freeman Field Testflüge zu unternehmen. Sie blieben jedoch insbesondere wegen der Bedenken gegen die unzuverlässigen Jumo-004-Triebwerke aus. Die V3 wurde nach dem Krieg in den USA lackiert, um sie auf Beuteschauen zu zeigen. Danach gelangte sie in die Paul E. Garber Facility des National Air and Space Museum. Seit 2014 wird sie im Restoration Hangar des Steven F. Udvar-Hazy Center restauriert und kann von der Besuchergalerie aus besichtigt werden.
V4 wurde von den US-Amerikanern als zu zwei Dritteln fertiggestellt eingeschätzt. In das Rohrgerüst der V4 waren bereits die Triebwerke eingebaut. V5 war gerade erst begonnen worden, lediglich das Rohrgerüst war vorhanden. Der weitere Verbleib von V4 und V5 ist ungeklärt. Die Attrappe der V6 war beim Eintreffen der US-Amerikaner in Ilmenau bereits zerstört. Lediglich einige der Steuerflächen der V6 waren noch intakt.

## Technische Daten
| Kenngröße                 | Horten IX V1 | Horten IX V2                                   | Horten IX V3                                   | Serienversion (projektiert)                    |
| ------------------------- | ------------ | ---------------------------------------------- | ---------------------------------------------- | ---------------------------------------------- |
| Besatzung                 | 1            | 1                                              | 1                                              | 1                                              |
| Länge                     | 6,5 m        | 7,47 m                                         | 7,47 m                                         | 7,47 m                                         |
| Spannweite                | 16,0 m       | 16,8 m                                         | 16,8 m                                         | 16,8 m                                         |
| Höhe                      | 2,4 m        | 2,7 m                                          | 2,81 m                                         | 2,81 m                                         |
| Flügelfläche              | 46,0 m²      | 51,8 m²                                        | 50,20 m²                                       | 52,5 m²                                        |
| Flügelstreckung           | 5,6          | 5,35                                           | 5,35                                           | 5,38                                           |
| Leermasse                 | 1900 kg      | 4844 kg                                        | 5067 kg                                        | 5000 kg                                        |
| Nutzlast                  |              |                                                | 1000 kg                                        |                                                |
| max. Startmasse           | 2000 kg      | 6876 kg                                        | 8999 kg                                        | 9000 kg                                        |
| max. Tragflächenbelastung | 43,5 kg/m²   | 130 kg/m²                                      | 142 kg/m²                                      | 171 kg/m²                                      |
| Höchstgeschwindigkeit     |              | 795 km/h                                       | 977 (1000) km/h*                               | 950 km/h in 0 m Höhe                           |
| Landegeschwindigkeit      | 75 km/h      | 130 km/h                                       | 157 km/h                                       | 160 km/h                                       |
| Steigrate                 |              |                                                | 1320 m/min*                                    | 20 m/s                                         |
| Dienstgipfelhöhe          |              |                                                | 15.000 m*                                      | 16.000 m                                       |
| Reichweite                |              |                                                | 1900 km*                                       | 1900 km*                                       |
| Triebwerke                | –            | 2×Jumo-004-B2-Strahltriebwerk, je 8,7 kN Schub | 2×Jumo-004-B2-Strahltriebwerk, je 8,7 kN Schub | 2×Jumo-004-B2-Strahltriebwerk, je 8,7 kN Schub |
| Bewaffnung                | –            | –                                              |                                                | 4×MK 108 und 2×250 kg Bomben                   |

* geplante bzw. errechnete Daten (die Ho 229 V3 ist im Gegensatz zur H IX V2 nie geflogen)

## Tarnkappeneigenschaften, Mythen und ungesicherte Behauptungen
In den ersten 40 Jahren nach Kriegsende fand die H IX in der Fachpresse wenig Beachtung und wurde so gut wie nie erwähnt. Erst mit dem Erscheinen der Autobiografie von Reimar Horten und dem Auftauchen des optisch auffällig ähnlichen Tarnkappenbombers Northrop B-2 entwickelte sich ein wahrer Hype um die Maschine, insbesondere als bekannt wurde, dass die H IX V3 noch existierte und in Silver Hill eingelagert war. Reimar Horten behauptete nämlich in seinem Buch, er und sein Bruder Walter hätten gezielt Maßnahmen zur Radartarnung der H IX vorgenommen. In überlieferten zeitgenössischen Dokumenten finden sich jedoch keinerlei Hinweise auf eine solche gezielte Anwendung von Radar-Tarntechniken.
Allerdings war schon lange bekannt, dass hölzerne Flugzeuge, etwa die De Havilland DH98 Mosquito, schwerer durch die damaligen Radargeräte zu erfassen waren als vergleichbare Metallflugzeuge. Des Weiteren sollte laut Horten die Beimischung von Kohlenstaub im Leim bzw. dem Anstrich ebenfalls der Radartarnung dienen. Laut Karl Nickel, der für die Horten-Brüder unter anderem aerodynamische Berechnungen vornahm, diente diese Mischung jedoch „bloß als Spachtelmasse“ – um Gewicht einzusparen. Bei der Restaurierung konnte im Harnstoffharz kein Kohlenstoff gefunden werden, die schwarze Farbe der Sperrholzschichten rührt eher von dem schwarzen Tegofilm her.

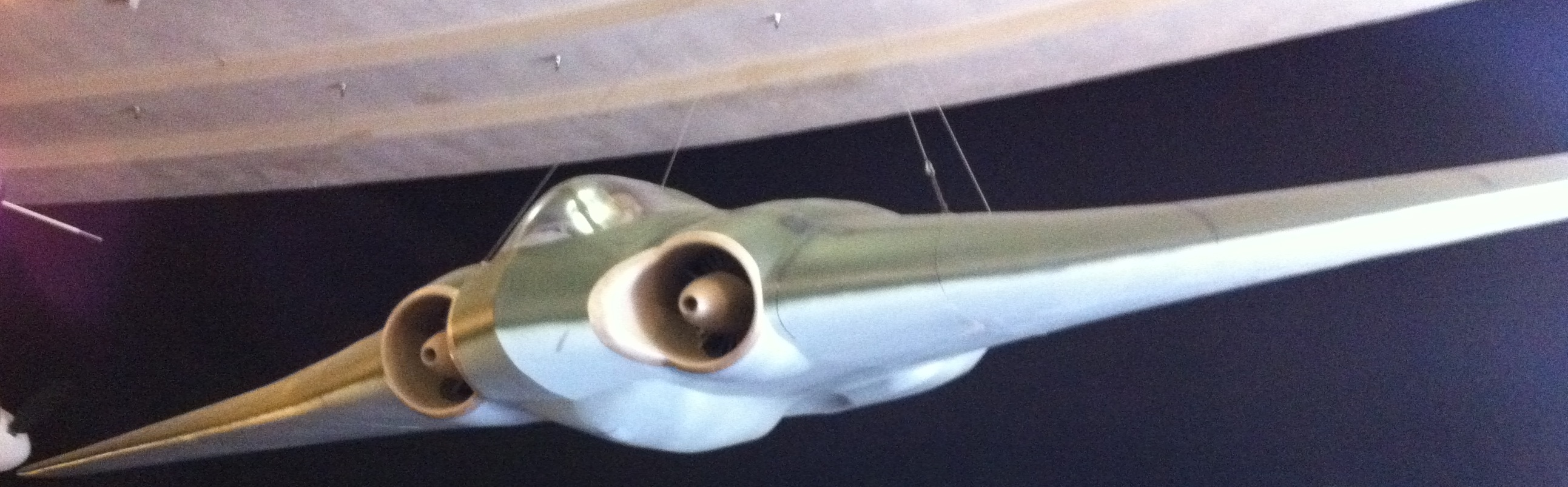
Northrops Nachbau der H IX V3, ausgestellt im Air & Space Museum in San Diego

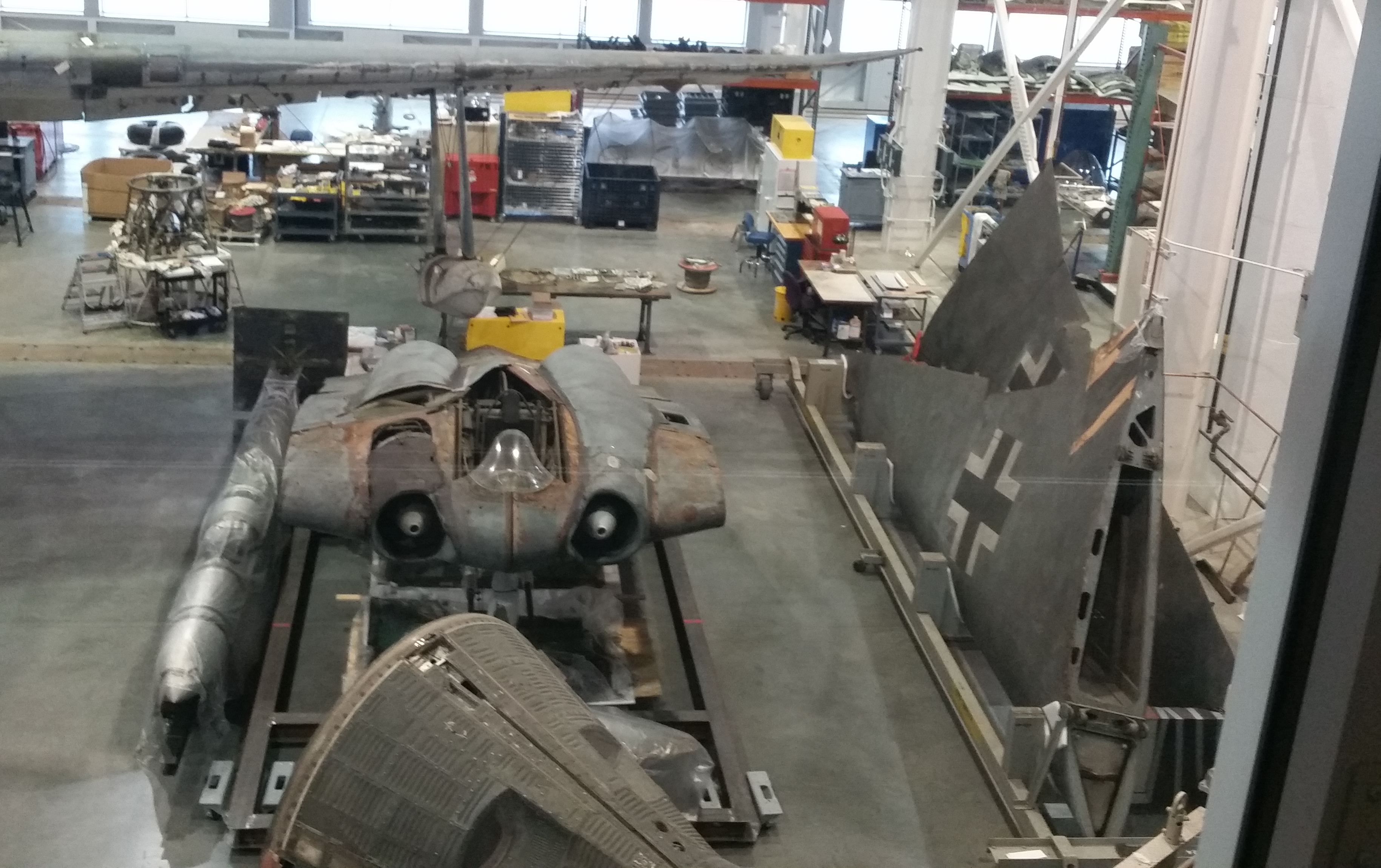
H IX V3 im Restaurationshangar

Anfang des Jahres 2009 wurde bei Northrop im Rahmen einer Dokumentation für den National Geographic Channel ein nicht flugfähiges 1:1-Modell der H IX V3 angefertigt. Mit der aus Holz und Plastik gebauten Attrappe, deren Stahlrohrgerüst, Tanks, Triebwerke und sonstige Ausrüstung durch angeblich gleichermaßen reflektierenden Silber-Spezialanstrich simuliert wurden, führte man Tests bezüglich der Radar-Reflexion durch.
Im Vergleich zu den konventionellen Bombern, die in der Luftschlacht um England in den 1940er-Jahren eingesetzt waren, ergab sich eine um etwa 20 % reduzierte Erfassungsreichweite für die Radaranlagen der Chain Home. In Verbindung mit der höheren Fluggeschwindigkeit hätte sich die Vorwarnzeit von 19 Minuten auf höchstens 8 Minuten verkürzt, bei einer Anflughöhe von rund 15 Metern über See hätte sie vermutlich nur 2,5 Minuten betragen. Hochfrequenzuntersuchungen an der Originalzelle zeigten laut National-Geographic-Bericht eine radarabsorbierende Wirkung der Flugzeughülle.
Im Ergebnis bleibt festzuhalten, dass die H IX aufgrund der verwendeten Materialien sowie ihrer Form tatsächlich Tarnkappeneigenschaften aufwies, dass es aber nach aktuellem Forschungsstand offen bleibt, inwieweit sie als Ergebnis gezielter Entwicklungen oder aber eher zufällig zustande kamen.
Abwegig ist jedenfalls die Titulierung als „Hitlers Stealth-Bomber“. Obwohl Göring bzw. das Reichsluftfahrtministerium gegen Kriegsende jede noch so absurde Idee aufgriff, um der alliierten Luftüberlegenheit Herr zu werden, gibt es keinen Hinweis darauf, dass Adolf Hitler überhaupt Kenntnis von der Existenz der H IX hatte. Zudem war die ganze Auslegung der H IX mit ihrem großen Bugfahrwerk nicht auf den Einbau eines Bombenzielgerätes ausgelegt, was ebenfalls dem Mythos von „Hitlers Stealth-Bomber“ entgegensteht. Dagegen weist die schwere Kanonenbewaffnung auf den primären Einsatzzweck als Jäger hin.
Nach einigen Quellen soll es auch zu einem Vergleichsfliegen mit einer Messerschmitt Me 262 gekommen sein. Dabei soll die H IX aufgrund der geringeren Flächenbelastung ein besseres Kurven- und Steigflugverhalten gezeigt haben. Die geringe Anzahl an insgesamt absolvierten Testflügen und das Fehlen von Dokumenten über dieses Ereignis geben Anlass zum Zweifel, ob dieses Vergleichsfliegen in einer so frühen Phase der Flugerprobung tatsächlich stattgefunden hat. Wahrscheinlicher ist, dass der Testpilot Ziller, der auf einer Me 262 in die Handhabung der Jumo-Triebwerke eingewiesen worden war, die Flugeigenschaften beider Flugzeuge verglich und darüber berichtete.
Die Northrop B-2 wird oft als direkter Ableger der H IX dargestellt – dies ist jedoch nicht nachweisbar. Die B-2 ist ein später Nachfolger der Nachkriegs-Northrop-Konstruktionen XB-35 und YB-49, die ebenfalls dank ihrer geringen Rückstrahlfläche unter bestimmten Voraussetzungen vom Radarschirm verschwanden.